# یان فن بردا کلوف
یان فن بردا کلوف (هلندی: Jan van Breda Kolff; ۱۸ ژانویهٔ ۱۸۹۴ – ۶ فوریهٔ ۱۹۷۶) بازیکن فوتبال اهل هلند بود.
وی همچنین در تیم ملی فوتبال هلند بازی کرده‌است.